# Màditos
|  | Per a altres significats, vegeu «Màditos (Tessalònica)». |

Màditos (en llatí Madytus, en grec antic Μαδυτός) va ser una important ciutat del Quersonès traci, a l'Hel·lespont, enfront d'Abidos.
Claudi Ptolemeu esmenta en el mateix districte una ciutat de nom Madis, que alguns identifiquen amb Màditos, però que sembla que s'ha de situar més a l'interior. Possiblement correspon a la moderna Maito.